# Доњи Хрушевец
Доњи Хрушевец је насељено место у општини Краварско, у Туропољу, Хрватска. До нове територијалне организације у Хрватској место је припадало бившој великој општини Велика Горица.

## Становништво
На попису становништва 2011. године, Доњи Хрушевец је имао 332 становника.

## Попис1991.
На попису становништва 1991. године, насељено место Доњи Хрушевец је имало 352 становника, следећег националног састава:
| Попис 1991.‍ | Попис 1991.‍ | Попис 1991.‍ | Попис 1991.‍ | Попис 1991.‍ |
| ----------- | ----------- | ----------- | ----------- | ----------- |
|             |             |             |             |             |
| Хрвати      | Хрвати      |             | 351         | 99,71%      |
| Мађари      | Мађари      |             | 1           | 0,28%       |
| укупно: 352 |             |             |             |             |